# Névelők a német nyelvben
A német nyelvben megkülönböztetünk ragozható és ragozhatatlan szófajokat. A névelőt a ragozható szófajok közé soroljuk, mivel az utána álló főnév nemének, számának és esetének megfelelően változik az alakja. A névelő az utána álló főnévvel szoros hangtani, alaktani és mondattani egységet alkot; együtt, szinte egy szóként ejtjük ki őket, tehát a névelő hangsúlytalan. Két fajtája van:
- határozott névelő (der bestimmte Artikel): der, die, das
- határozatlan névelő (der unbestimmte Artikel): ein, eine, ein

## Mit mutat meg a névelő?
A németben a névelő jelzi, hogy a főnév milyen nemű, milyen számban és milyen esetben áll.
Pl.: Ich sehe die Frau. (Látom a nőt.)

A mondatban a die névelő megmutatja, hogy a főnév
- nőnemű,
- egyes számban és
- tárgyesetben áll.

Ezt a mondatot mondhatjuk részes esetben is: Ich helfe der Frau.

A mondatban a der névelő megmutatja, hogy a főnév
- nőnemű,
- egyes számban és
- részes esetben áll.

## A határozott névelő(der bestimmte Artikel)
A határozott névelőt már említett vagy ismert személy vagy dolog esetén használjuk. Alanyesetben 3 alakja van (der, die, das; die), amit így jelölünk: der3 (háromalakú determináns).

### Ragozása
| Határozott névelők esetei | Határozott névelők esetei | Határozott névelők esetei | Határozott névelők esetei | Határozott névelők esetei |
|                           | Hímnem (Maskulin)         | Nőnem (Feminin)           | Semlegesnem (Neutral)     | Többes szám (Plural)      |
| ------------------------- | ------------------------- | ------------------------- | ------------------------- | ------------------------- |
| Alanyeset (Nominativ)     | der                       | die                       | das                       | die                       |
| Tárgyeset (Akkusativ)     | den                       | die                       | das                       | die                       |
| Részes eset (Dativ)       | dem                       | der                       | dem                       | den (n)                   |
| Birtokos eset (Genitiv)   | des (s)                   | der                       | des (s)                   | der                       |

(n) = nem csak a névelő változik, hanem a főnév is kap egy 'n'-t a szó végére, például: "mit den Kindern" (=a gyerekekkel)
(s) = nem csak a névelő változik, hanem a főnév is kap egy 's'-t, például: "das Haus des Vaters" (=az apa háza)

### Használjuk
- hegyek, folyók, tavak, tengerek neve előtt (die Alpen – az Alpok, die Donau – a Duna, der Plattensee – a Balaton, die Ostsee – a Keleti-tenger v. Balti-tenger)
- utcák neve előtt (die Goethestraße – a Goethe utca)
- jelzős tulajdonnevek előtt (der junge Goethe – az ifjú Goethe)
- személynév előtt, ha az nem fejezi ki egyértelműen az esetet (das Ei des Kolumbus – Kolumbusz tojása)
- ha a személynevet a mű vagy szerep helyett használjuk (Ich lese den Goethe. – Goethét olvasom.)
- hímnemű, nőnemű és többes számú országnevek előtt (der Libanon – Libanon, die Schweiz – Svájc, die Niederlande – Hollandia)
- jelzős szerkezetű országnevekben (die Europäische Union – az Európai Unió)
- keltezésben a napok, hónapok és évszakok előtt, - pld.: am (an dem) Montag – hétfőn, im (in dem) März – márciusban, im (in dem) Sommer – nyáron)

### Nem használjuk
- személynevek előtt (Wo ist Karl? – Hol van Karl?)
- a Herr, Frau, Fräulein, Kollege stb. megszólítások előtt (Guten Morgen, Frau Müller. – Jó reggelt, Müller asszony.)
- helységnevek előtt (Ich wohne in Budapest. – Budapesten lakom.; Ich fahre nach Paris. – Párizsba utazom.)
- semlegesnemű országnevek előtt (Ich komme aus Ungarn. – Magyarországról jöttem.)
- anyagnevek előtt legtöbbször (Wir trinken Tee. – Teát iszunk.)
- a dieser, jener mutató névmások után (dieser Mann – ez a férfi, jener Mann – az a férfi)
- a wessen?, dessen, deren birtokos esetben álló névmások után (Wessen Bücher sind das? – Kinek a könyvei ezek?)
- a birtok előtt birtokos–birtok sorrend esetén (des Schülers Paket – a tanuló csomagja), de birtok–birtokos sorrend esetén: das Paket des Schülers

## A határozatlan névelő(der unbestimmte Artikel)
A határozatlan névelő még nem említett, nem ismert vagy pontosan meg nem határozott személy, tárgy vagy fogalom előtt áll. A német nyelvben a határozatlan névelőnek külön állító és tagadó alakja van.

### Állító alak (ein2)
Az állító alaknak alanyesetben két alakja (két alakú determinánsa) van: ein, eine, ein (ein2). Többes száma nincs!

#### Ragozása
| A határozatlan névelők esetei | A határozatlan névelők esetei | A határozatlan névelők esetei | A határozatlan névelők esetei | A határozatlan névelők esetei |
|                               | Hímnem (Maskulin)             | Nőnem (Feminin)               | Semlegesnem (Neutral)         | Többes szám (Plural)          |
| ----------------------------- | ----------------------------- | ----------------------------- | ----------------------------- | ----------------------------- |
| Alanyeset (Nominativ)         | ein                           | eine                          | ein                           | –                             |
| Tárgyeset (Akkusativ)         | einen                         | eine                          | ein                           | –                             |
| Részes eset (Dativ)           | einem                         | einer                         | einem                         | –                             |
| Birtokos eset (Genitiv)       | eines                         | einer                         | eines                         | –                             |

#### Használjuk
- (jelzős) főnévvel kifejezett állítmány előtt (Peter ist ein (guter) Sportler. – Péter (jó) sportoló.)
- a haben (birtokolni valamit) ige mellett (akkor is, ha testi vagy lelki tulajdonságot fejez ki) (Sie hat ein gutes Herz. – Jó szíve van.)

#### Nem használjuk
- foglalkozást jelölő főnevek előtt (Ich bin Ingenieur. – Mérnök vagyok.)
- állami, népi, világnézeti hovatartozást jelölő névszói állítmány előtt (Ich bin Ungar. – Magyar vagyok.)

### Tagadó alak (kein2)
A határozatlan névelő tagadó alakja (kein2), akárcsak az állító, alanyesetben két alakú (kein, keine, kein; keine). Az ein2 és a kein2 ragozása megegyezik; az egyetlen különbség közöttük, hogy az ein-nak nincs, viszont a kein-nak van többes száma.

#### Ragozása
|               | EGYES SZÁM | EGYES SZÁM | EGYES SZÁM  | TÖBBES SZÁM |
|               | hímnem     | nőnem      | semlegesnem | minden nem  |
| ------------- | ---------- | ---------- | ----------- | ----------- |
| alanyeset     | kein       | keine      | kein        | keine       |
| tárgyeset     | keinen     | keine      | kein        | keine       |
| részes eset   | keinem     | keiner     | keinem      | keinen      |
| birtokos eset | keines     | keiner     | keines      | keiner      |

#### Használjuk
- olyan főnevek tagadására, melyek előtt határozatlan névelő áll, pl.: Haben Sie ein Buch? (Van (egy) könyve?) – Nein, ich habe kein Buch. (Nem, nincs könyvem.)
- olyan főnevek tagadására, melyek előtt nem áll névelő, pl.: Hast du Zeit? (Van időd?) – Nein, ich habe keine Zeit. (Nem, nincs időm.)

#### Nem használjuk
Vigyázzunk! Ha az ein nem határozatlan névelőként, hanem számnévként áll egy főnév előtt (ilyenkor hangsúlyos), akkor a tagadása nem kein, hanem nicht ein!
Pl.: Ich kaufe nicht ein Buch, sondern zwei Bücher. (Nem egy könyvet veszek, hanem kettőt.)